# Antony de Ávila
Antony William de Ávila Charry (Santa Marta, 1962. december 21. –), kolumbiai válogatott labdarúgó.
A kolumbiai válogatott tagjaként részt vett az 1994-es és az 1998-as világbajnokságon, az 1983-as, az 1987-es, az 1989-es és az 1991-es Copa Américán.

## Sikerei, díjai
América de Cali
- Kolumbiai bajnok (8): 1982, 1983, 1984, 1985, 1986, 1990, 1992, 1996–97

Barcelona SC
- Ecuadori bajnok (1): 1997

Egyéni
A kolumbiai bajnokság gólkirálya (1): 1990 (25 gól)
A Copa Libertadores gólkirálya (1): 1996 (11 gól)